# Addicted to You (Utada Hikaru)
Addicted to You è un brano musicale della cantante giapponese Utada Hikaru, pubblicato come suo quinto singolo (quarto in lingua giapponese), il 10 novembre 1999. L'album ha venduto 1 784 000 copie ed ha raggiunto la prima posizione della classifica Oricon per due settimane consecutive, vendendo 1 067 510 copie nella prima settimana. È stato il singolo che ha lanciato la carriera della cantante in Giappone, diventando il singolo di maggior successo commerciale di sempre in Giappone, dietro soltanto a Namonaki Uta dei Mr. Children del 1996.

## Tracce
CD singolo TOCT-4180
1. Addicted to You (Up-in-Heaven Mix) - 5:19
2. Addicted to You (Underwater Mix) - 6:17
3. Addicted to You (Up-in-Heaven Mix) (Instrumental) - 5:21
4. Addicted to You (Underwater Mix) (Instrumental) - 4:08

## Classifiche
| Classifica (2000) | Posizione massima |
| ----------------- | ----------------- |
| Giappone          | 1                 |